# Krystyna Poklewska
 Krystyna Anna Poklewska (ur. 30 kwietnia 1933 w Warszawie, zm. 23 września 2019 w Łodzi) – historyk literatury, profesor Uniwersytetu Łódzkiego.

## Życiorys
Córka Jana Ryszarda Wernera (1904–1966), inżyniera mechanika, profesora Politechniki Łódzkiej i Krystyny.
Absolwentka V Liceum im. Marii Konopnickiej w Łodzi. Studiowała polonistykę na Uniwersytecie Łódzkim, a następnie Warszawskim, kończąc go w 1955. Od 1955 pracowała jako nauczycielka, m.in. w III Liceum Ogólnokształcącym w Łodzi. Od 1959 do 2006 zatrudniona na Uniwersytecie Łódzkim (m.in. prodziekan Wydziału Filologicznego, wicedyrektor Instytutu Filologii Polskiej, kierownik Katedry Literatury Romantyzmu i Literatury Współczesnej).
Zajmowała się historią literatury polskiej okresu romantyzmu krajowego. Opracowała wydanie poezji i prozy Kornela Ujejskiego oraz Quo vadis? Henryka Sienkiewicza (Wrocław: Ossolineum, 1994, wstęp i słownik). Redaktor Prac Polonistycznych.
Członek Komitetu Nauk o Literaturze PAN, Rady Naukowej Instytutu Badań Literackich PAN, Łódzkiego Towarzystwa Naukowego, Kaliskiego Towarzystwa Przyjaciół Nauk.
Jej mężem był Tadeusz Poklewski-Koziełł, archeolog, profesor Instytutu Archeologii i Etnologii PAN. 

## Odznaczenia[3]
- Złoty Krzyż Zasługi 1976;
- Krzyż Kawalerski Orderu Polonia Restituta 1990;
- Medal Komisji Edukacji Narodowej

## Publikacje
- Aleksander Fredro. Warszawa: Wiedza Powszechna, 1977.
- Galicja romantyczna (1816-1840). Warszawa: Państwowy Instytut Wydawniczy, 1976.
- Krew na śniegu: rzecz o rabacji galicyjskiej w literaturze polskiej. Wrocław: Zakład Narodowy im. Ossolińskich, 1986.
- O Mickiewiczu i Słowackim. Cztery szkice. Łódź, 1999 (współautor Jacek Brzozowski).